# Upeneus mascareinsis
Upeneus mascareinsis Pierre & Guézé, 1967 è un pesce perciforme appartenente alla famiglia Mullidae.

## Distribuzione e habitat
È una specie demersale che vive nell'oceano Indiano, in particolare al largo di Riunione, del Madagascar, dell'Indonesia e del Mozambico. Può essere trovato fino a 400 m di profondità.